# 拉普拉斯·暗黑
拉普拉斯·暗黑（又譯拉普拉斯·達克尼斯），是日本的虛擬YouTuber，隸屬於Hololive Production的Hololive六期生（秘密結社holoX）的成員之一。於2021年11月26日開始活動。
拉普拉斯·暗黑的形象設計者為三嶋黑音，Live 2D模型由Jujube製作。對粉絲的稱呼為「Plusmate」（ぷらすめいと）。

## 經歷
2021年
- 11月26日，hololive宣布六期生「秘密結社holoX」的出道，分別為鷹嶺琉依、博衣可佑理、沙花叉克蘿伊、風真伊呂波、拉普拉斯·暗黑五人[10][11]。於當日公開twitter和YouTube頻道[6]。
  - 同日，在Youtube上進行首次直播。是六期生中第1位出道的成員。
  - 同日，在YouTube頻道上的訂閱數突破10萬[12]及20萬。
- 12月5日，在YouTube頻道上的訂閱數突破50萬。
- 12月22日，聯動解禁，第一次連動的對象為常闇永遠。

2022年
- 1月1日，發表正月新衣裝[13]。
- 3月10日，針對2022「蝙蝠俠」電影，與英國男星羅伯·派汀森和美國女星佐伊·克拉维茨進行了訪談。[14][15]
- 5月25日，發布第一首原創歌曲。

#### 2023年
- 7月3日，Youtube訂閱人數突破100萬。[16]

## 音樂作品

### 發行作品
|      | 發布日期       | 樂曲名稱    | 數位媒體規格產品編號 | 實體發行規格產品編號 | 備註 |
| ---- | -------------- | ----------- | -------------------- | -------------------- | ---- |
| 單曲 |                |             |                      |                      |      |
| 1    | 2022年5月25日  | 合縁事変    | CVRD-158             |                      |      |
| 2    | 2022年11月27日 | Dark Breath | CVRD-235             |                      |      |
| 3    | 2024年5月26日  | drop candy  | CVRD-422             |                      |      |
| 4    | 2025年5月26日  | バグラブ    | CVRD-570             |                      |      |

## 外部連結
- 官方網站 （页面存档备份，存于）
- Laplus ch. ラプラス・ダークネス - holoX - （页面存档备份，存于）－YouTube頻道
- ラプラス・ダークネス （页面存档备份，存于）（@LaplusDarknesss）－Twitter帳戶
- ラプラスダークネス総帥 （页面存档备份，存于）－Twitch頻道